# Breaking My Heart
Breaking My Heart – singel piosenkarza Reiley, wydany cyfrowo 19 stycznia 2023 roku. Piosenkę napisali i skomponowali Bard Mathias Bonsaksen, Hilda Stenmalm, Rani Petersen, Sivert Hjeltnes Hagtvet. Utwór reprezentował Danię w 67. Konkursie Piosenki Eurowizji w Liverpoolu.

## Lista utworów
| Digital download / media strumieniowe | Digital download / media strumieniowe | Digital download / media strumieniowe |
| Nr                                    | Tytuł utworu                          | Długość                               |
| ------------------------------------- | ------------------------------------- | ------------------------------------- |
| 1.                                    | „Breaking My Heart”                   | 2:43                                  |

## Notowania i certyfikaty
| Kraj  | Notwanie (2023) | Najwyższa pozycja |
| ----- | --------------- | ----------------- |
| Dania | Tracklisten     | 31                |